# 2020年彼得里尼亞地震
欧洲中部时间2020年12月29日中午12:20左右，克罗地亚錫薩克-莫斯拉維納縣发生里氏6.4级地震，震源深度10公里。震中位于彼得里尼亞西南3公里。地震造成7人死亡，至少有26人受伤，其中6人身受重傷。彼得里尼亞行政部門負責人表示，该地有一半建築被摧毀。